# Levitation (paranormal)
 For alternative betydninger, se Levitation. (Se også artikler, som begynder med Levitation)
Levitation eller transvektion, i den paranormale eller religiøse kontekst, er den hævdede evne til at hæve en menneskekrop eller et andet objekt op i luften med mystiske midler.
Selvom det tros, at nogle religiøse og New Age-samfund opstår på grund af overnaturlige, psykiske eller "energiske" fænomener, er der ingen videnskabelige beviser for, at levitation forekommer. Påståede tilfælde af levitation kan normalt forklares af naturlige årsager såsom tricks, illusion og hallucinationer.

## Yderligere læsning
- John Booth (1986). Psychic Paradoxes. Buffalo, New York: Prometheus Books. ISBN 0879753587.
- Andrew Neher (1990). Paranormal and Transcendental Experience: A Psychological Examination (2nd udgave). New York: Dover. ISBN 0486261670.
- James Randi (1987). "Chapter 5: "The Giggling Guru: A Master of Levity"". Flim-Flam! Psychics, ESP, Unicorns, and Other Delusions (9th udgave). Buffalo, New York: Prometheus Books. ISBN 0879751983.
- Gordon Stein (Spring 1989). "The Levitation of the Lore". Skeptical Inquirer. 13 (2): 277-288.